# 阿曼达·马德森
阿曼达·马德森（丹麥語：Amanda Madsen，1994年2月4日—），丹麥女子羽毛球運動員。

## 簡歷
2014年，阿曼达·马德森與伊莎贝拉·尼尔森合作，先後在荷蘭國際賽和捷克國際賽打進女雙四強。
2015年，阿曼达·马德森出戰愛沙尼亞國際賽，分別與伊莎贝拉·尼尔森和卡斯珀·安东森合作贏得女雙亞軍和混雙冠軍。

## 主要比賽成績
只列出曾進入準決賽的國際賽事成績：
| 年份   | 賽事                 | 公開賽級別 | 項目     | 拍檔            | 成績   |
| ------ | -------------------- | ---------- | -------- | --------------- | ------ |
| 2013年 | 克羅地亞羽毛球國際賽 | 國際系列賽 | 混合雙打 | 西奥多·约翰森   | 準決賽 |
| 2014年 | 荷蘭羽毛球國際賽     | 國際系列賽 | 女子雙打 | 伊莎贝拉·尼尔森 | 準決賽 |
| 2014年 | 捷克羽毛球國際賽     | 國際挑戰賽 | 女子雙打 | 伊莎贝拉·尼尔森 | 準決賽 |
| 2014年 | 捷克羽毛球國際賽     | 國際挑戰賽 | 混合雙打 | 卡斯珀·安东森   | 準決賽 |
| 2015年 | 愛沙尼亞羽毛球國際賽 | 國際系列賽 | 女子雙打 | 伊莎贝拉·尼尔森 | 亞軍   |
| 2015年 | 愛沙尼亞羽毛球國際賽 | 國際系列賽 | 混合雙打 | 卡斯珀·安东森   | 冠軍   |
| 2015年 | 葡萄牙羽毛球國際賽   | 國際系列賽 | 混合雙打 | 卡斯珀·安东森   | 準決賽 |
| 2015年 | 克羅地亞羽毛球國際賽 | 國際系列賽 | 女子雙打 | 伊莎贝拉·尼尔森 | 準決賽 |
| 2015年 | 荷蘭羽毛球國際賽     | 國際系列賽 | 混合雙打 | 卡斯珀·安东森   | 冠軍   |
| 2015年 | 西班牙羽毛球國際賽   | 國際挑戰賽 | 混合雙打 | 卡斯珀·安东森   | 準決賽 |
| 2015年 | 波蘭羽毛球國際賽     | 國際系列賽 | 混合雙打 | 卡斯珀·安东森   | 冠軍   |
| 2015年 | 挪威羽毛球國際賽     | 國際系列賽 | 女子雙打 | 伊莎贝拉·尼尔森 | 亞軍   |

| 2007-2017年 | 首要超級賽 | 超級賽 | 黃金大獎賽 | 大獎賽 | 國際挑戰賽 | 國際系列賽 | 未來系列賽 | 其他 |

| 2018-2026年 | 總決賽 | 超級1000賽 | 超級750賽 | 超級500賽 | 超級300賽 | 超級100賽 | 國際挑戰賽 | 國際系列賽 | 未來系列賽 | 其他 |